# Publi Corneli Escipió (fill d'Escipió l'Africà)
Publi Corneli Escipió Africà (en llatí Publius Cornelius Scipio Africanus) que va viure cap als anys 211aC/205aC –170aC, va ser un sacerdot romà fill gran de Publi Corneli Escipió Africà Major (Publius Cornelius Scipio Africanus Major) i de la seva esposa Aemilia Tertia. Formava part de la gens Cornèlia, i de la família dels Escipió, d'origen patrici.
Degut a la seva mala salut no va poder participar en la vida pública. Ciceró elogia la seva oratòria i una Història de Grècia. No va tenir fills i va adoptar a Luci Emili Paule que va agafar el nom de Publi Corneli Escipió Emilià Africà Menor.
Va ser escollit àugur l'any 180 aC i també va ser flamen dialis, segons la inscripció de la seva tomba, el text complet de la qual és: " Qui apicem, insigne Dialis flaminis, gessisti, mors perfecit tua, ut essent omnia brevia, honos fama virtusque, gloria atque ingenium. Quibus si in longa licuisset tibe utier vita, facile superasses gloriam maiorum. Quare lubens te in gremiu(m) Scipio, recipit terra, Publi, prognatum Publio, Corneli".